# فينوستي نيونغابو
فينوستي نيونغابو (بالإنجليزية: Vénuste Niyongabo)‏ هو عداء مسافات طويلة ومتوسطة بوروندي ولد في يوم 9 ديسمبر 1973، أبرز إنجازاته هو تحقيقه الميدالية الذهبية في دورة الألعاب الأولمبية الصيفية 1996 في سباق 5000 متر، كما فاز بالميدالية البرونزية في سباق 1500 متر في بطولة العالم لألعاب القوى 1995 في غوتنبيرغ، فينوستي هو صاحب أول ميدالية أولمبية في تاريخ بوروندي وهو صاحب الميدالية الذهبية الوحيدة للبلد.

## روابط خارجية
- فينوستي نيونغابو على موقع الاتحاد الدولي لألعاب القوى (الإنجليزية)
- فينوستي نيونغابو على موقع اللجنة الأولمبية الدولية (الإنجليزية)
- فينوستي نيونغابو على موقع أوليمبيديا (الإنجليزية)